# Gonzalo Jesús García
Gonzalo Jesús García (San Miguel de Tucumán, Tucumán, 5 de marzo de 1999) es un jugador de rugby argentino que se desempeña como Medio scrum y juega en Zebre de la United Rugby Championship. Debutó con los Pumas en 2021.

## Carrera

### Natación y Gimnasia
García se formó en Natación y Gimnasia, donde debutó en primera en el 2017 y ganó el Torneo Regional del NOA por primera vez en la historia del club, cortando además una racha de 21 años sin títulos.

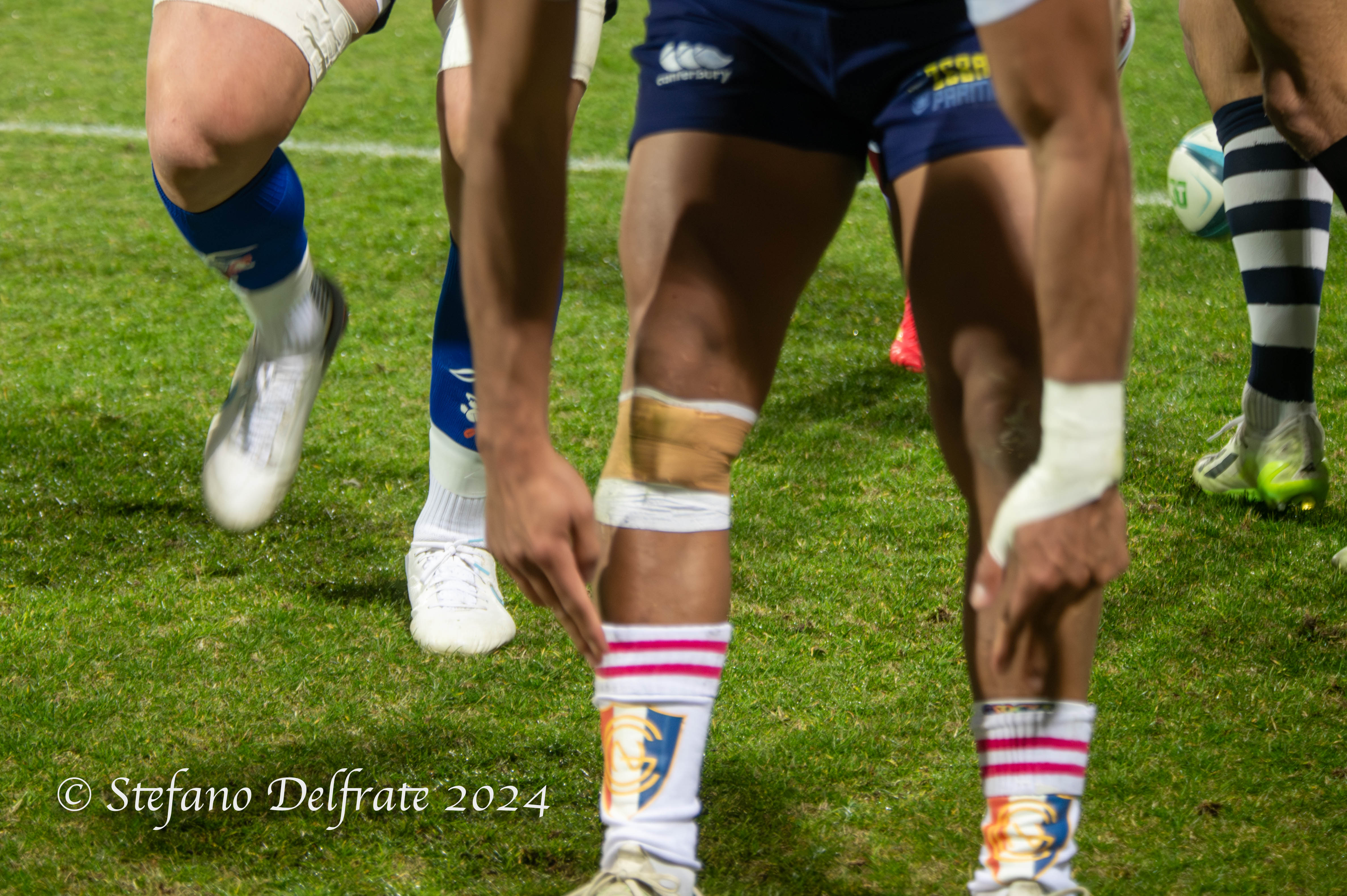
Gonchy García mostrando las medias de Natación y Gimnasia en un partido de Zebre

En esta época también se consagró campeón del Campeonato Argentino Juvenil 2017, al vencer en la final a Buenos Aires, con "Gonchy" como figura.

### Ceibos
En 2020 se une Ceibos de la Súper Liga Americana de Rugby 2020 pero el torneo  sería cancelado con sólo 2 fechas jugadas.

### Cafeteros Pro
En 2021 jugaría la Súper Liga Americana de Rugby 2021 en el equipo colombiano, Cafeteros Pro.

### Valorugby Emilia
En 2021 viaja a Italia para sumarse a Valorugby Emilia del Top10, esa temporada terminaría en tercer lugar, dejando muy buenas actuaciones. Solamente jugaría una temporada en el equipo italiano.

### Zebre
Sus actuaciones en el Campeonato Italiano llevaron a que Zebre se fije en él, llegando finalmente en 2022. Actualmente sigue en el club.

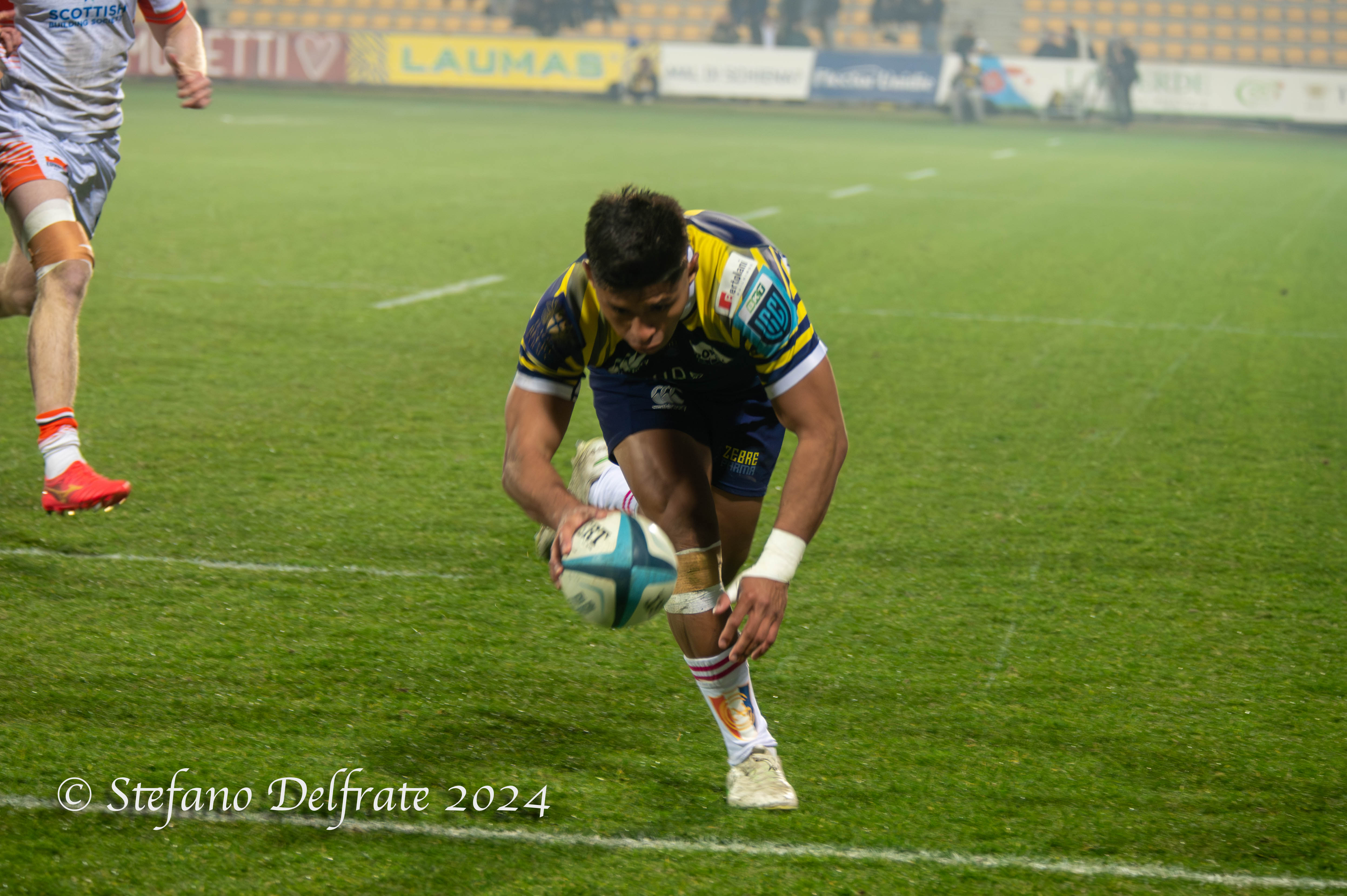
Try de García para Zebre

## Selección nacional
Gonzalo jugó en los Pumitas y participó en 3 mundiales juveniles (2017, 2018 y 2019), obteniendo un cuarto puesto en 2019.
En 2021 fue convocado a los Pumas y debutó contra los All Blacks.

## Clubes
| Club                | País      |
| ------------------- | --------- |
| Natación y Gimnasia | Argentina |
| Ceibos              | Argentina |
| Cafeteros Pro       | Colombia  |
| Valorugby Emilia    | Italia    |
| Zebre               | Italia    |

## Palmarés
| Título                       | Equipo              | País      | Año  |
| ---------------------------- | ------------------- | --------- | ---- |
| Torneo Regional del Noroeste | Natación y Gimnasia | Argentina | 2017 |